# Miroslav Zolvík
Miroslav Zolvík (2. června 1917, New York – 31. července 1983, Banská Bystrica) byl československý důstojník, vojenský letec a protifašistický bojovník.

## Život
V letech 1931 a 1932 se učil automechanikem, mezi lety 1932 a 1935 navštěvoval kovoobráběčský obor na Škole práce v Kostelci nad Orlicí. Během vojenské základní služby absolvoval poddůstojnickou školu a později se účastnil několika vojenských kurzů.
Od roku 1939 působil jako velitel armádních autodílen v Banské Bystrici, od roku 1942 jako letec v Nitře. O rok později učil navigaci na letecké škole v Trenčianských Bohuslavicích a v Banské Bystrici. Po vypuknutí SNP pracoval na Velitelství 1. čs. armády na Slovensku v Banské Bystrici. Prostřednictvím tajných vysílaček udržoval spojení s centry československého zahraničního odboje v Londýně a Istanbulu. Byl radiotelegrafistou vysílačky Vít (zpravodajského odboru Min. nár. obrany v Londýně), která vysílala ze Sliače a městských kasáren v Banské Bystrici (leden až říjen 1944).
Po osvobození se zasloužil o výchovu československých vojenských letců. V roce 1946 vykonal zkoušku důstojníků letectva v záloze, o dva roky později získal odbornost „pozorovatel letec 1. třídy“, v roce 1954 „šturman 3. třídy“ a v roce 1964 „letec navigátor 1. kategorie“.
Autorsky se podílel i na příručce goniometrické navigace.

## Ocenění
- Roku 1946 byl vyznamenán Československým válečným křížem 1939
- Řád SNP I. třídy
- Československá vojenská medaile Za zásluhy 2. stupně 1969
- Zasloužilý letec ČSSR